# Местная почта

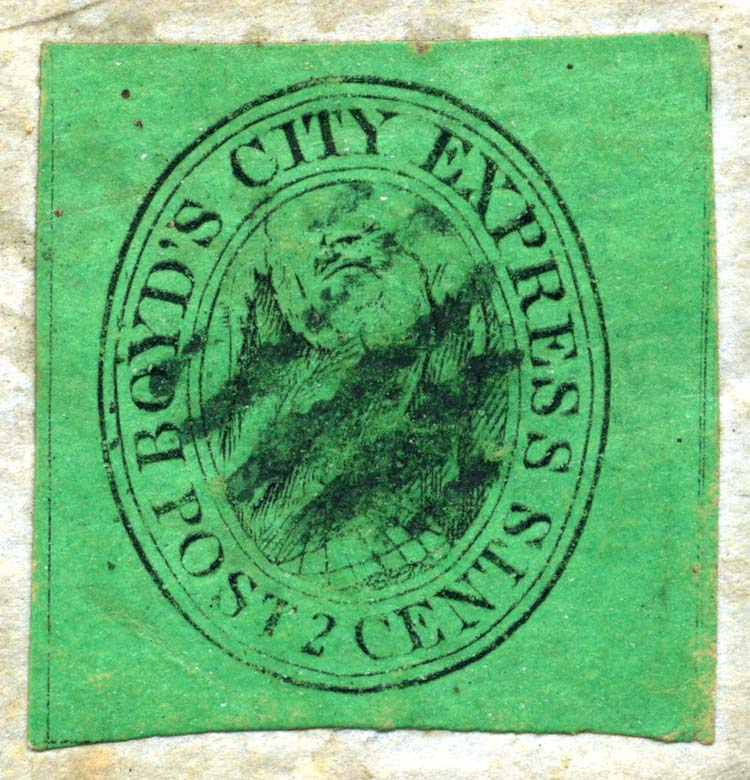
Марка городской спешной почты Бойда (ок. 1845), доставлявшей почту по Нью-Йорку с 1844 по 1867 год

Ме́стная по́чта — почтовая служба, осуществляющая доставку корреспонденции только в пределах отдельного географического района, обычно в пределах города или по определённому транспортному маршруту. В истории известны случаи, когда местная почта принадлежала государству, а также когда местная почта, известная как частная местная почта, принадлежала некоммерческим компаниям. В наши дни многие коллекционеры почтовых марок создают любительскую местную почту (англ. hobbyists' local posts), выпуская собственные почтовые «марки» для коллег-коллекционеров, но редко осуществляя перевозку почты.

## Официальные виды местной почты
История государственной местной почты восходит как минимум к 1680 году, когда в Лондоне была создана Пенни-почта для обеспечения доставки почтовых отправлений по городу по единому тарифу в один пенни.
Позднее, после появления почтовой марки, часто выпускались специальные марки, например, кантоны Швейцарии эмитировали марки для обращения в пределах одного кантона. На таких марках была надпись «Poste-Local» или «Orts-Post» (местная почта). В российском Венденском уезде марки местной почты выпускались с 1862 по 1901 год, тогда как в Никарагуа выпускались марки только для района Селайя, поскольку там имела хождение другая денежная единица.
В аграрной России работало множество земских почт, осуществлявших пересылку местных почтовых отправлений независимо от центрального правительства, некоторые из них работали вплоть до Октябрьской революции.

## Частная местная почта

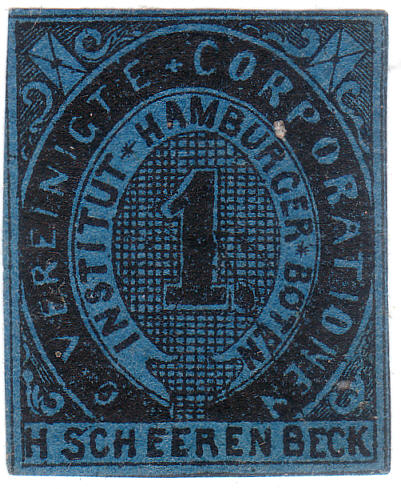
Марка частной местной почты Гамбурга, выпущенная в 1862 году

В то или иное время во многих странах существовала частная местная почта. Обычно она работала с согласия государства, иногда — конкурируя с государственной почтой. Местная почта осуществляла доставку корреспонденции внутри города, с континента на континент (например, Пони-экспресс) и на пароходных линиях.
Местные частные почтовые службы, как правило, выпускают собственные марки, которые могут стать объектом коллекционирования. Марки обычно гасятся специальными штемпелями, и таким способом может быть отмечен первый день выпуска.
Многие местные частные почтовые службы существовали недолго, поэтому об их работе мало что известно. Некоторые из их марок входят в число самых редких марок в филателии.

### Примеры
- Примером действующей в настоящее время современной частной местной почты служит Почта Гавайских островов (Hawai'i Post)[1].
- Известный в мире филателист Герман Херст-младший (Herman Herst Jr.) считается отцом современной местной почты США: в начале 1950-х годов он основал собственную Местную почту Шраб Оук (Shrub Oak Local Post). Он называл выпускаемые им виньетки «марками», так же поступают и многие другие организаторы местной почты. В филателистических изданиях они обычно называются «виньетками» местной почты, чтобы не путать начинающих коллекционеров.
- В 1968 году Томас М. Мюрри (Thomas M. Murry; 1927—2003) учредил Независимую почтовую сеть Америки (Independent Postal System of America — IPSA) в качестве общенационального коммерческого перевозчика почтовых отправлений третьего и четвёртого класса[2], напрямую конкурируя с Почтовым ведомством США (United States Post Office — USPO, ныне Почтовая служба США — USPS)[3]. Однако в 1971 году, когда компания занялась доставкой почтовых отправлений первого класса, она столкнулась с целым рядом судебных исков, что привело к краху компании в середине 1970-х годов[4]. За годы своего существования компания выпустила ряд марок, включая выпуск коммеморативных марок, посвящённых Линдону Джонсону, Мартину Лютеру Кингу[5] и Чарльзу Линдбергу, причем до того, как это сделала Почтовая служба США.
- Ганза — частная почта, существовавшая в Кёнигсберге (ныне Калининград), в 1894—1900 годах «Ганза» прекратила своё существование из-за противодействия государственной почты, которая не хотела терять монополию. За недолгое время своего существования почта успела выпустить несколько почтовых марок, сюжетами которых были виды Кёнигсберга и гербы восточнопрусских городов[6].
- Шулер-пост — неформальная молодёжная почтовая служба, действовавшая в Кёнигсберге в 1917—1923 годах. Шулер-почта выпускала свои почтовые марки, на которых изображались детские рисунки почтовых голубей, паровозов, пароходов и других средств перевозки почты[7][8].

## Любительская местная почта
Нынешние организаторы местной почты, также называемые в английском языке «фиЛОПОлистами» (phiLOPOlists), выпускают собственные «марки» местной почты, а также разнообразные коммеморативные «марки» (виньетки) самой разной тематики, отражающей события или личные интересы, которые почтовые ведомства их стран обычно не эмитируют.
В некоторых случаях эти виды современной местной почты выпускали марки определённой тематики раньше почтовых ведомств своих государств. Местная почта свободных штатов (Free State Local Post) выпустила марку, посвящённую Оди Мэрфи (Audie Murphy) задолго до того, как это осуществила Почтовая служба США. Местная почта острова Вознесения (Ascension AAF Local Post), действующая на острове Вознесения в южной части Атлантического океана, в 1972 году отметила выпуском марки годовщину приземления первого самолёта на острове Вознесения. Почта острова Вознесения выпустила марку на эту тему в 1982 году.
Такой вид местной почты на самом деле носит характер «самодеятельности» в области почтовой связи: типичный любитель-организатор местной почты перевозит очень мало почты, если вообще перевозит (хотя некоторые из них действительно осуществляют пересылку почты на небольшие расстояния для себя или небольшого числа людей).
В США существует Общество коллекционеров местной почты (Local Post Collectors' Society), которое организует и координирует взаимодействие между собой собирателей артефактов местной почты.